# Helophorus cuspifer
Helophorus cuspifer är en skalbaggsart som beskrevs av Ales Smetana 1985. Helophorus cuspifer ingår i släktet Helophorus och familjen halsrandbaggar. Inga underarter finns listade i Catalogue of Life.